# Acantharachne regalis
Acantharachne regalis là một loài nhện trong họ Araneidae.
Loài này thuộc chi Acantharachne. Acantharachne regalis được Arthur Stanley Hirst miêu tả năm 1925.